# Palazzo Malinverni
Palazzo Malinverni è un edificio storico di Legnano. È sede del municipio della città. È ubicato nella centrale piazza San Magno a fianco dell'omonima Basilica ed è stato inaugurato il 28 novembre 1909, durante il periodo di maggior crescita  - industriale e demografica - della città.

## Storia

Piazza San Magno nel 1901, prima della costruzione di Palazzo Malinverni. Sulla destra l'antica canonica del XVI secolo, ora non più esistente

La prima sede del municipio del comune di Legnano fu un edificio di piazza Grande (la moderna piazza San Magno) al civico 52. L'iter che portò alla progettazione del nuovo municipio di Legnano iniziò nel 1904, con la pubblicazione dell'avviso di concorso. Quest'ultimo prevedeva la progettazione di un edificio a tre piani aventi un'altezza decrescente partendo dal pianterreno e salendo verso il solaio: 5 m, 4,8 m e 3,5 m. Furono previste due entrate, quella principale verso il moderno largo Franco Tosi e quella secondaria, che avrebbe dato verso via Bernardino Luini.
Il municipio sarebbe stato provvisto di una sala consiliare grande a sufficienza per ospitare gli scranni di 40 consiglieri comunali, dei membri della giunta comunale, del sindaco, del segretario e lo spazio dedicato al pubblico. Inoltre, vennero previsti locali che avrebbero ospitato la portineria, l'ufficio del telegrafo, la posta del dazio e la cassa di risparmio. Avrebbe avuto delle stanze sotterranee e il numero totale dei locali sarebbe stato di 30.
Ai progetti che si fossero classificati ai primi tre posti sarebbe stato dato un premio, rispettivamente, di 1.000, 500 e 250 lire. Venne prevista una spesa complessiva di 100.000 lire. È stato poi costruito dal 1908 al 1909 su progetto dell'architetto Aristide Malinverni con una spesa totale che risultò essere il triplo di quella preventivata.

## Descrizione
Presenta uno stile medioevale con mattoni a vista e finestre bifore a cui sono sommate parti che richiamano altri stili architettonici quali il liberty ed il neorinascimentale. Il cornicione superiore è decorato con gli stemmi dei Comuni che facevano parte della Lega Lombarda e con quelli dei capoluoghi di provincia italiani, compresi gli stemmi di Pola, Fiume e Zara, che appartennero all'Italia tra le due guerre mondiali. Pregevoli, da un punto di vista artistico, sono gli stemmi - realizzati a graffito dai fratelli Ghiringhelli - delle 100 città d'Italia che sono stati raffigurati in sala consigliare e le pitture - presenti al primo piano - di Ettore Falchi e Ernesto Crespi.

## Galleria d'immagini

Piazza San Magno durante i lavori di costruzione di Palazzo Malinverni.
Palazzo Malinverni visto da largo Tosi all'inizio del XX secolo.
Palazzo Malinverni nel 1919. In primo piano sulla destra, di fronte all'ingresso del palazzo, l'Olonella prima dell'interramento.